# Преображенский, Алексей Феоктистович
Алексей Феоктистович Преображенский (14 августа 1875, Углич, Ярославская губернии — 1920, Саратов) — протоиерей Православной российской Церкви, профессор Саратовского университета, магистр богословия.

## Биография
Родился в семье священника. Женат, трое детей.
Окончил Ярославскую духовную семинарию (1894) и Казанскую духовную академию со степенью кандидата богословия, профессорский стипендиат (1898).
На год был командирован в Стамбул и Афины для работы в архивах, затем преподаватель основного, догматического и нравственного богословия в Орловской духовной семинарии (1899).
Доцент по кафедре гомилетики и истории проповедничества Казанской духовной академии (1902), магистр богословия (1906), надворный советник (1907).
Экстраординарный профессор Казанской духовной академии (1909).
Профессор по кафедре православного богословия Саратовского университета (1910–1918).
Иерей (1910), протоиерей (1912), настоятель домового храма свв. Кирилла и Мефодия и законоучитель в 1-й саратовской мужской гимназии (1912–1913), законоучитель в Учительском институте, настоятель храма св. равноап. Марии Магдалины при Мариинском институте благородных девиц (1914).
Награжден набедренником (1910), наперсным крестом и палицей (1917), орденами Святого Станислава 3-й степени и Святой Анны 3-й степени (1915). 
В 1917—1918 годах член Поместного Собора Православной Российской Церкви по избранию от Саратовского университета, участвовал во всех трёх сессиях, член V, VI, VIII, XVII отделов.
Скончался от сыпного тифа.

## Сочинения
- Евгений Берсье как проповедник. Казань, 1903.
- Символ апостольский // Православный собеседник. 1903. Ч. 1. С. 801–834.
- Общее церковно-политическое состояние греческого востока ко времени вступления Григория V на Константинопольскую патриархию; Церковно-народное просвещение греков при Григории V, патриархе Константинопольском // Православный собеседник. 1904. Ч. 2.
- В память усопших деятелей академии; Пастырское молчание и его причины // Православный собеседник. 1905. Ч. 1.
- Поучения на день поминовения наставников академии // Православный собеседник. 1908. Ч. 2. С. 757–762.
- Григорий V, патриарх Константинопольский. Обзор его жизни и деятельности. Казань, 1906.
- Св. Димитрий Ростовский как проповедник. Казань, 1909.
- Церковное отлучение (анафема) в своей истории и в своих осново-мотивах. Казань, 1909.
- Пастырь-подвижник. Слово, произнесенное в церкви Казанской духовной академии 28 января 1909 г. на заупокойной литургии в 40 день по кончине о. протоиерея Кронштадтского Андреевского собора Иоанна Ильича Сергиева. Казань, 1909.
- Место и значение богословия в организме университетского образования. Саратов, 1910.
- К настоящему положению зарубежной Руси в религиозно-церковном и экономическом отношениях // Саратовские епархиальные ведомости. 1913. № 18; 1914. № 5.
- Речь пред панихидой по Н. И. Пирогове в день столетнего юбилея со дня рождения. Саратов, 1911.
- Четыре речи. Саратов, 1914.
- Борьба за христианские идеалы. Саратов, 1914.
- Царь и народ; фронт и тыл // Саратовские епархиальные ведомости. 1916. № 34/35.
- Слово на молебне пред началом лекций в Николаевском университете // Известия Николаевского университета. 1916. Т. 7. Вып. 2.